# Tercer Anillo (Moscú)

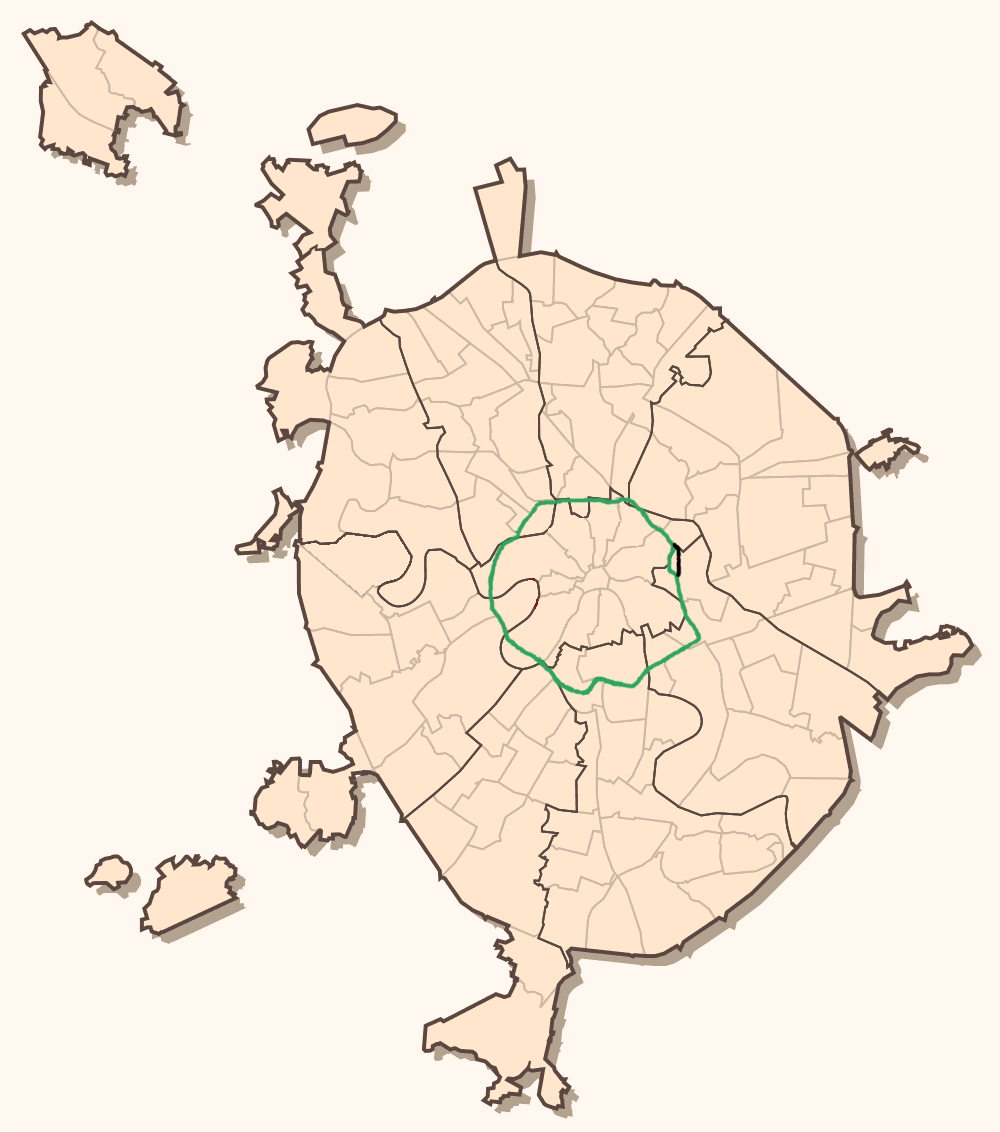
El tercer anillo situado en Moscú.

El Tercer Anillo (en ruso: Тре́тье [тра́нспортное] кольцо́, translit. Tretye [tránsportnoye] koltsó), es una autopista que rodea el centro de Moscú, Rusia. Está situado dentro del Anillo de Moscú que en 1980 delimitaba el tamaño de la capital.
En esta autopista de 35 km de longitud y unos 10 km de diámetro se suelen producir muchos atascos, sobre todo en hora punta, y por ello se ha planeado construir un Cuarto Anillo entre el tercero y el externo. 
El anillo se puede utilizar para llegar al aeropuerto Sheremetyevo. Esta autopista es utilizada por los moscovitas para viajar del centro a los suburbios.
La obra se terminó en 2004, fecha en la que se acabó con el túnel de Lefórtovo, este es el tercer túnel interurbano más grande de Europa.

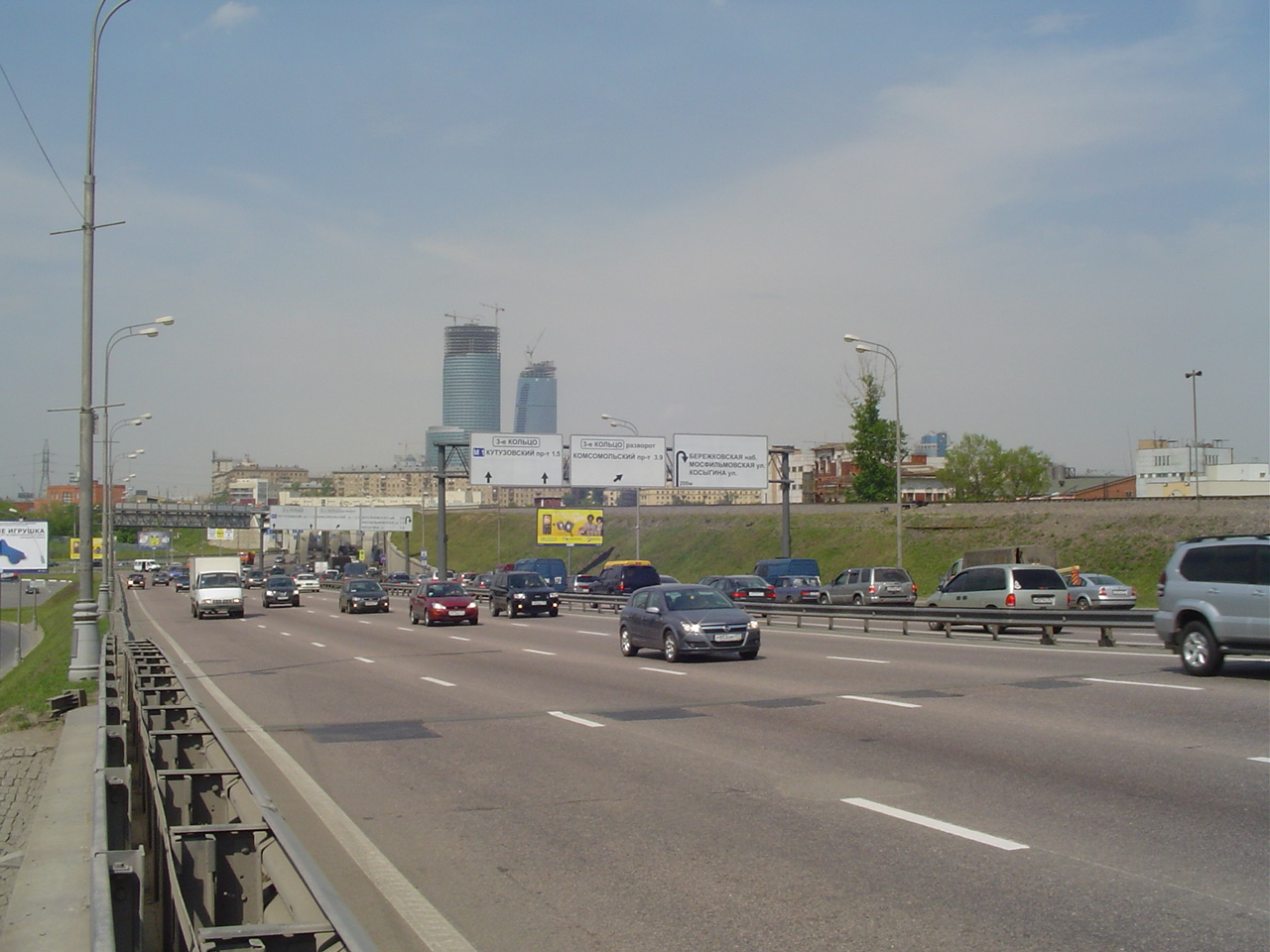
La autopista y el Moscow City detrás.

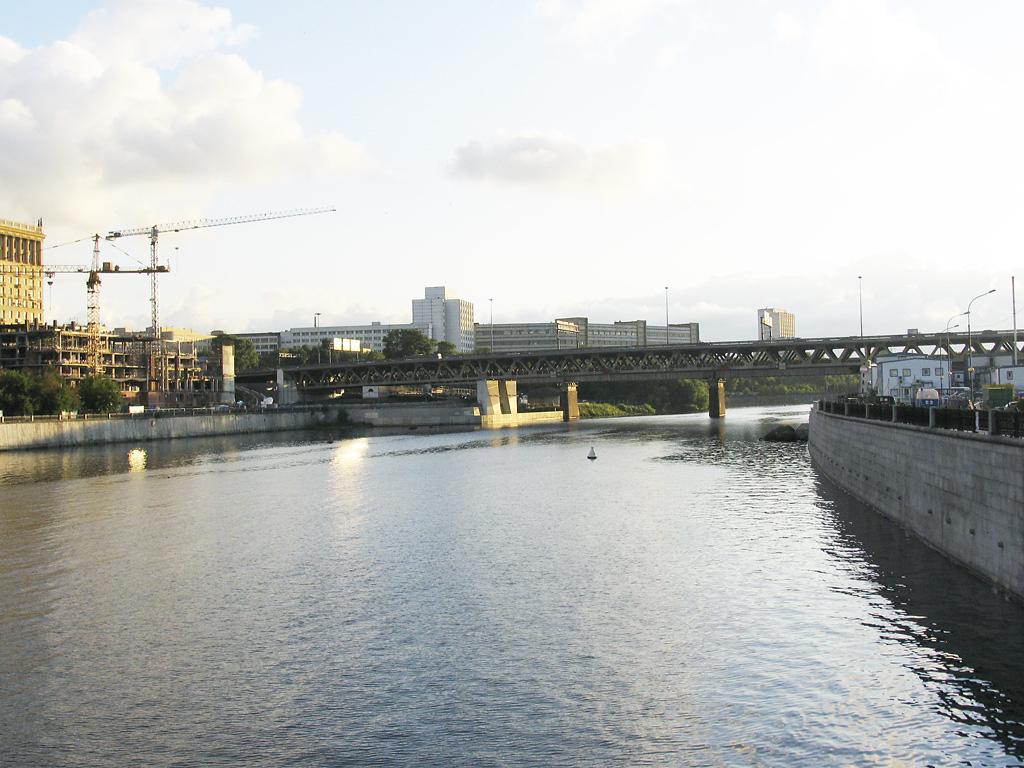
Autopista traspasa el Moscova.